# Fontenay-aux-Roses
Fontenay-aux-Roses je južno predmestje Pariza in občina v osrednjem francoskem departmaju Hauts-de-Seine regije Île-de-France. Leta 2010 je imelo naselje 23.351 prebivalcev.

## Administracija
Fontenay-aux-Roses je sedež istoimenskega kantona, slednji je vključen v okrožje Antony.

## Zgodovina
Naselje je poimenovano po številnih vodnih izvirih in vrtnicah, ki so bile zelo pogoste v času od 17. do 19. stoletja; slednje so oblikovale trg Rosati, ki je obstajal od 1892 do 1992.

## Pobratena mesta
- Antananarivo (Madagaskar),
- Elstree-Borehamwood (Združeno kraljestvo),
- Wiesloch (Nemčija).